# Волт Кроуфорд
Волт Кроуфорд, англ. Walt Crawford — американський автор, який спеціалізується на бібліотечній справі. Його головним чином хвилюють питання, пов'язані з технологіями в бібліотечному секторі. Він також багато писав про відкритий доступ, публікуючи докладні огляди золотих журналів відкритого доступу на основі даних у Каталозі журналів відкритого доступу . 
Кроуфорд працював у каліфорнійському національному консорціумі Research Libraries Group (RLG) з 1979 по 2006 рік.  У 1992–1993 роках він був президентом Асоціації бібліотечних та інформаційних технологій (LITA), підрозділу Американської бібліотечної асоціації (ALA). 
Кроуфорд є автором різноманітних статей і лекцій, а також книг. Його книга «Бібліотеки майбутнього» (1995), написана у співавторстві з Майклом Горманом, зберігається у понад 1000 бібліотек. Його інші книги включають «Відкритий доступ» (2011),  Посібник бібліотекаря з мікровидання (2012), та MARC для використання в бібліотеці (1988).   Серед іншого, він видає онлайн-журнал «Cites & Insights», головним автором якого він є.